# Protium
Protium es un pequeño género de plantas de flores perteneciente a la familia Burseraceae, nativo del norte de Sudamérica y sur de Asia desde Pakistán a Vietnam. El género tiene unas 80 especies y está estrechamente relacionado con Bursera. Comprende 186 especies descritas y de estas, solo 73 aceptadas.

## Descripción
Son árboles que alcanzan los 25 metros de altura. Con hojas pinnadas o bipinnadas, pecioladas con los márgenes enteros o serrados. Inflorescencias en panículas con flores pequeñas con 3-6 sépalos, 3-6 pétalos (más largos que los sépalos) y 6-12 estambres. El fruto es una drupa globosa.

## Taxonomía
El género fue descrito por Nicolaas Laurens Burman y publicado en Flora Indica . . . nec non Prodromus Florae Capensis 88. 1768. La especie tipo es: Protium javanicum Burm. f. 

## Especies
- Protium aidanianum
- Protium altissimum
- Protium altsonii
- Protium alvarezianum
- Protium amazonicum
- Protium amplum Marchand - bálsamo alcouchi[3]
- Protium apiculatum
- Protium aracouchini
- Protium araguense
- Protium asperum
- Protium attenuatum
- Protium bahianum
- Protium bangii
- Protium baracoense
- Protium beandou
- Protium boomii
- Protium brasiliense
- Protium buenaventurense
- Protium calanense
- Protium calendulinum
- Protium carana Marchand - caraña del Orinoco, mararo del Orinoco.[3]
- Protium carnosum
- Protium carolense
- Protium colombianum
- Protium confusum
- Protium connarifolium
- Protium copal (Schltdl. & Cham.) Engl. - copal de Cuba[3]
- Protium correae
- Protium costaricense
- Protium cranipyrenum
- Protium crassipetalum
- Protium crenatum
- Protium cubense
- Protium cundinamarcense
- Protium cuneatum
- Protium dawsonii
- Protium decandrum
- Protium demerarense
- Protium divaricatum
- Protium ecuadorense
- Protium elegans
- Protium ferrugineum
- Protium fragrans
- Protium gallicum
- Protium gallosum
- Protium giganteum
- Protium glabrescens
- Protium glabrum
- Protium glaucescens
- Protium glaucum
- Protium glaziovii
- Protium glomerulosum
- Protium grandifolium
- Protium guacayanum
- Protium guianense
- Protium hebetatum
- Protium heptaphyllum
- Protium icicariba
- Protium inconforme
- Protium inodorum
- Protium javanicum
- Protium kleinii
- Protium klugii
- Protium krukoffii
- Protium laxiflorum
- Protium leptostachyum
- Protium llanorum
- Protium lucidum
- Protium macgregorii
- Protium macrocarpum
- Protium macrophyllum (Kunth) Engl. - guacharaco[3]
- Protium macrosepalum
- Protium madagascariense
- Protium maestrense
- Protium marthae
- Protium melinonis
- Protium meridionale
- Protium minutiflorum
- Protium montanum
- Protium morii
- Protium multiramiflorum
- Protium nervosum
- Protium nitidifolium
- Protium nodulosum
- Protium obtusifolium (Lam.) Marchand - colofonia de Mauricio[3]
- Protium occultum
- Protium opacum
- Protium ovatum
- Protium pallidum
- Protium panamense
- Protium paniculatum
- Protium pecuniosum
- Protium peruvianum
- Protium pilosellum
- Protium pilosum
- Protium pittieri
- Protium plagiocarpium
- Protium poeppigianum
- Protium polybotryum
- Protium pristifolium
- Protium ptarianum
- Protium pullei
- Protium puncticulatum
- Protium ravenii
- Protium reticulatum
- Protium retusum
- Protium rhynchophyllum
- Protium robustum
- Protium rubrum
- Protium sagotianum
- Protium serratum
- Protium spruceanum
- Protium strumosum
- Protium subacuminatum
- Protium subserratum
- Protium tenuifolium
- Protium tonkinense
- Protium tovarense
- Protium trifoliolatum
- Protium unifoliolatum
- Protium urophyllidium
- Protium veneralense
- Protium vestitum
- Protium warmingianum
- Protium widgrenii
- Protium yunnanense